# 根岸官衙遺跡群
根岸官衙遺跡群（ねぎしかんがいせきぐん）は、福島県いわき市平下大越ほかにある古代官衙の遺跡群である。2005年（平成17年）7月14日に国の史跡に指定された。

## 概要
根岸官衙遺跡群は、福島県いわき市に所在する根岸遺跡と夏井廃寺跡からなる古代の官衙遺跡群である。周辺には、郡符木簡や漆紙文書を出土した荒田目条里遺跡等、多くの古代遺跡が点在する。遺跡群の所在する磐城郡は、718年（養老2年）には一時期陸奥国から分離し、周辺の6郡を統括する「石城国」となるが、724年（神亀元年）までに再び陸奥国に編入されて陸奥国磐城郡となった。
根岸遺跡は東に太平洋を望む比高約20ｍの丘陵地に立地し、南北600ｍ、東西300ｍの範囲にある7世紀後半から9世紀にかけての官衙遺跡である。いわき市教育委員会による確認のための発掘調査で、政庁、正倉院等を検出した。政庁は丘陵北東部にあり、南辺は削平されているが、掘立柱塀による区画内に正殿と東西の脇殿を配することを確認し、大きく3期の変遷がある。正倉院には掘立柱建物と礎石建物があり、北群と南群に大きく分けられ、北群では管理棟と見られる廂付の建物も確認している。また丘陵南側では、7世紀から8世紀代の一辺10ｍ前後の大規模な竪穴建物や四面廂付掘立柱建物等を確認した。これは、首長層あるいは郡司の居宅や館等の性格が想定される。丘陵ほぼ中央の沢部には廃棄場があり、木簡や木製品、土器等多量の遺物が出土した。このように、根岸遺跡は規模、配置等が明確で、政庁、正倉院等それぞれの全容と特徴が明瞭に把握できる点で貴重であり、磐城郡衙跡とする意見が強い。
夏井廃寺跡は根岸遺跡北側の沖積地に位置し、官衙に関連する古代寺院である。いわき市教育委員会による確認のための発掘調査で、塔や金堂、講堂、中門と伽藍を区画する溝を検出し、その内容がほぼ明らかとなった。創建年代は7世紀末から8世紀初頭と考えられ、10世紀前半に廃絶するまで3期の変遷がある。金堂は伽藍南側中央部に位置し、基壇は削平を受けているが掘込地業を確認した。塔は金堂の東側にあり、基壇上に心礎が残り、3間×3間の規模であることが判明した。講堂は伽藍の北側中央部にあり、金堂と南北中心線を揃え、基壇上の1箇所に礎石が残る。伽藍の区画溝は南北119.5ｍ、東西96.3ｍの範囲である。周囲は当初掘立柱塀で区画するが後に築地に替え、南面には中門を検出した。他には、伽藍の東側で幢竿支柱を検出したことが特筆される。
根岸官衙遺跡群では、官衙遺跡の規模、配置等が明確な形で検出され、政庁、正倉院等それぞれの全容が明瞭に把握できるとともに、関連する寺院の全容も明らかとなり、多様な官衙の在り方を知ることとなった。これは、古代国家の地方支配体制を具体的に示すものとして極めて重要である。

## 発見された遺跡や出土品
- 郡符木簡
- 漆紙文書
- 政庁
- 正倉院等
- 一辺10ｍ前後の大規模な竪穴建物
- 四面廂付掘立柱建物等
- 首長層あるいは郡司の居宅や館等
- 丘陵ほぼ中央の沢部には廃棄場

## 金堂
金堂は伽藍の南側中央部に位置し、基壇は削平されているものの掘込地業が確認されている。塔は金堂の東側にあり、基壇上には心礎が残っており、規模は3間×3間であることが判明した。また、講堂は伽藍の北側中央部に位置し、金堂と南北中心線を揃えており、基壇上には1箇所の礎石が残っていることが分かった。伽藍全体の区画溝は南北119.5m、東西96.3mの範囲に及び、当初は掘立柱塀で区画されていましたが、後に築地に変更され、南面には中門が発見された。さらに、伽藍の東側では幢竿支柱が発見された。